# Орбит без сахара
«О́рбит без сахара» — сингл группы «Сплин» из альбома «Гранатовый альбом» 1998 года. Автор песни — солист группы Александр Васильев. Песня долгое время звучала на многих радиостанциях и покорила вершины многих чартов, а также вошла в список ста лучших отечественных рок-песен в двадцатом веке по версии «Наше радио».

## История создания песни
Сам автор композиции так отзывается об истории возникновения хита: «„Орбит“ я написал после того, как мы с ней [женой] в очередной раз поссорились и разошлись „навечно“. Она как раз жевала жвачку, и в этот момент я ей сказал: „Ну и жуй-жуй свой Orbit без сахара!“».
Некоторые музыковеды[какие?] считают хит группы «Сплин» слишком «попсовым», но лидер коллектива это мнение не принимает во внимание, определяя композицию, как хулиганская песня, которая динамична и быстро «проскакивает».
Некоторые журналисты[какие?] сочли песню рекламной; но производители жевательной резинки, о которой упоминается в тексте, были критичны, отмечая, что песня разрушает тот образ жевательной резинки, которую они создают.
Автор делает акцент, что в тот момент, когда была сочинена песня, Родригес (это кот знакомой Александра Васильева) и Duke Nukem 3D были символами его жизни.

## Клип
Видеосюжет клипа на песню «Орбит без сахара» является постановкой режиссёра Мечислава Юзовского. Для ролика были отобраны несколько девушек из ста пятидесяти кандидаток, пришедших на кастинг. В их числе дочь продюсера группы Вероника «Хип» Пономарева, фанатка «Сплина» по прозвищу «Малыш» и художница Ксения «Кшися», которая оформила «Гранатовый альбом». Съемки велись на крыше автобазы в Алтуфьево.

## Список композиций
| №                   | Название            | Длительность |
| ------------------- | ------------------- | ------------ |
| 1.                  | «Орбит без сахара»  | 2:17         |
| Общая длительность: | Общая длительность: | 2:17         |

## Участники записи
- Александр Васильев — вокал, слова, гитара
- Александр Морозов — бас-гитара
- Стас Березовский — гитара
- Николай Ростовский — клавишные
- Николай Лысов — ударные инструменты